# Filhos da terra
Filhos da terra är en folkgrupp på São Tomé och Príncipe. Namnet är portugisiska och betyder landets barn. De utgörs av mestiser, ättlingar till portugisiska kolonisatörer och afrikanska slavar från Benin, Gabon, Kongo-Brazzaville och Kongo-Kinshasa. 
Fria och degradadovita gick i början av 1800-talet samman till en enda vit kategori, i bland annat folkräkningar. Även i avseendet rättigheter och privilegier var mulatter i samma kategori som vita. Fria svarta, forros, var dock den största folkgruppen. För att särskilja sig från den svarta befolkningen som befriades på 1800-talet kallade sig de mer välmående och politiskt framstående fria svarta för filhos da terra. De härstammade från de tidigaste nybyggarna.